# ايفانهو
ايفانهو أو الفارس الأسود (بالإنجليزية: Ivanhoe)‏، هي رواية تاريخية من وحي الخيال للسير والتر سكوت في 1819، كانت الرواية أول محاولة منه لتناول التاريخ الإنجليزي، بالرغم من أنها ليست أفضل ما كتب إلا أنها بلا ريب الرواية الأكثر شعبية من أعماله.

## روابط خارجية
- ايفانهو على موقع الموسوعة البريطانية (الإنجليزية)